# Victoria (Virgínia)
Victoria é uma cidade  localizada no estado norte-americano de Virginia, no Condado de Lunenburg.

## Demografia
Segundo o censo norte-americano de 2000, a sua população era de 1821 habitantes.
Em 2006, foi estimada uma população de 1787, um decréscimo de 34 (-1.9%).

## Geografia
De acordo com o United States Census Bureau tem uma área de
7,4 km², dos quais 7,3 km² cobertos por terra e 0,1 km² cobertos por água.

## Localidades na vizinhança
O diagrama seguinte representa as localidades num raio de 24 km ao redor de Victoria.